# Paralcis discata
Paralcis discata là một loài bướm đêm trong họ Geometridae.